# 小笠町
小笠町（おがさちょう）は、かつて静岡県小笠郡にあった町。
2005年（平成17年）1月17日、小笠郡菊川町と合併して菊川市が成立した。

## 地理
静岡県の遠州東部に位置する。

### 隣接する自治体
小笠町消滅時に隣接していた自治体
- 御前崎市
- 小笠郡：菊川町、大東町
- 榛原郡：相良町

## 歴史
- 1954年（昭和29年）3月31日 - 平田村、南山村及び小笠村が合併し小笠町が誕生[1]。
- 1957年（昭和32年）
  - 9月1日 - 城東村の大石地区を編入[2]。
  - 10月1日 - 棚草原地区を菊川町に編入[3]。
- 2005年（平成17年）1月17日 - 菊川町と合併して菊川市が成立。同日小笠町は廃止。合併後の人口は約4万7000人。

## 経済

### 産業
- 茶
- アロエ
- ブルーベリー

## 姉妹都市・提携都市
- 小谷村（長野県北安曇郡）

## 教育

### 小学校
- 小笠町立小笠北小学校
- 小笠町立小笠東小学校
- 小笠町立小笠南小学校

### 中学校
- 小笠町立岳洋中学校

### 高等学校
- 国際開洋第一高等学校

## 交通

### 鉄道路線
- 最寄駅:菊川駅（東海道本線、菊川町）

### バス・索道
- 路線バス
  - しずてつジャストライン御前崎線

## 娯楽
- 南映画劇場 - 映画館[4]

## 名所・旧跡・観光スポット・祭事・催事
- 黒田家住宅・代官屋敷長屋門
- 獅子ヶ鼻砦
- 丹野池公園

## 出身有名人
- 中条右近太夫 - 農家
- 前田志良（まいなすしこう）-（お笑い芸人）